# Talty (Texas)
Talty è un centro abitato degli Stati Uniti d'America situato nella contea di Kaufman dello Stato del Texas.
La popolazione era di 1.535 persone al censimento del 2010.

## Geografia fisica
Talty è situata a 32°41′31″N 96°23′52″W (32.692066, -96.397845).
Secondo lo United States Census Bureau, ha un'area totale di 3,0 miglia quadrate (7,8 km²).

## Società

### Evoluzione demografica
Secondo il censimento del 2000, c'erano 1.028 persone, 311 nuclei familiari e 293 famiglie residenti nella città. La densità di popolazione era di 344,3 persone per miglio quadrato (132,7/km²). C'erano 338 unità abitative a una densità media di 113,2 per miglio quadrato (43,6/km²). La composizione etnica della città era formata dall'89,40% di bianchi, il 5,74% di afroamericani, lo 0,29% di nativi americani, lo 0,29% di asiatici, il 2,72% di altre razze, e l'1,56% di due o più etnie. Ispanici o latinos di qualunque razza erano il 7,59% della popolazione.
C'erano 311 nuclei familiari di cui il 55,6% aveva figli di età inferiore ai 18 anni, l'86,8% aveva coppie sposate conviventi, il 4,8% aveva un capofamiglia femmina senza marito, e il 5,5% erano non-famiglie. Il 4,5% di tutti i nuclei familiari erano individuali e lo 0,6% aveva componenti con un'età di 65 anni o più che vivevano da soli. Il numero di componenti medio di un nucleo familiare era di 3,31 e quello di una famiglia era di 3,38.
La popolazione era composta dal 34,7% di persone sotto i 18 anni, il 4,8% di persone dai 18 ai 24 anni, il 37,6% di persone dai 25 ai 44 anni, il 20,0% di persone dai 45 ai 64 anni, e il 2,8% di persone di 65 anni o più. L'età media era di 32 anni. Per ogni 100 femmine c'erano 108,1 maschi. Per ogni 100 femmine dai 18 anni in giù, c'erano 99,1 maschi.
Il reddito medio di un nucleo familiare era di 92.695 dollari e quello di una famiglia era di 95.357 dollari. I maschi avevano un reddito medio di 59.667 dollari contro i 33.438 dollari delle femmine. Il reddito pro capite era di 49.567 dollari. Nessuno era sotto la soglia di povertà.